# Bambusa longispiculata
Bambusa longispiculata är en gräsart som beskrevs av James Sykes Gamble. Bambusa longispiculata ingår i släktet Bambusa och familjen gräs.
Artens utbredningsområde är Burma. Inga underarter finns listade i Catalogue of Life.